# Rob Reiner
Robert "Rob" Reiner (født 6. marts 1947) er en amerikansk skuespiller, filminstruktør, manuskriptforfatter og politisk aktivist.

## Udvalgt filmografi

### som instruktør
- This Is Spinal Tap (1984)
- Da Harry mødte Sally (1989)
- Misery (1990)
- Et spørgsmål om ære (1992)
- Alex & Emma (2003)
- Nu eller aldrig (2007)

### som skuespiller
- Søvnløs i Seattle (1993)
- The Wolf of Wall Street (2013)